# Odorrana junlianensis
Espèce
Synonymes
- Huia junlianensis (Huang, Fei & Ye, 2001)

Statut de conservation UICN

 VU B1ab(iii) : Vulnérable
Odorrana junlianensis est une espèce d'amphibiens de la famille des Ranidae.

## Répartition
Cette espèce se rencontre entre 650 et 1 150 m d'altitude :
- en République populaire de Chine dans le sud-ouest du Sichuan, dans l'ouest du Guizhou et dans le nord-est du Yunnan ;
- dans le nord du Laos ;
- dans le nord-ouest du Viêt Nam.

## Étymologie
Son nom d'espèce, composé de junlian et du suffixe latin -ensis, « qui vit dans, qui habite », lui a été donné en référence au lieu de sa découverte, le xian de Junlian.

## Publication originale
- Fei & Ye, 2001 : The Color Handbook of the Amphibians of Sichuan. Chengdu, Sichuan, China: Sichuan Forestry Department, Sichuan Association of Wildlife Conservation and Chengdu Institute of Biology, Chinese Academy of Sciences.